# Gourgen II de Lorri
Gourgen II ou Kiourikê II (en arménien respectivement Գուրգեն Բ ou Կյուրիկե Բ ; mort en 1089) est un membre de la famille arménienne des Bagratides, roi ou curopalate de Lorri de 1048 à 1089.

## Biographie
Gourgen est le fils de David Ier, roi de Lorri, et de Zorakerstel de Kakhétie.
Il succède à son père en 1048, mais vit sous la pression permanente des Turcs seldjoukides. Durant son règne, il fait battre des monnaies à son effigie, mais qui ne mentionnent que le titre de curopalate au lieu de celui de roi. En 1064, après la prise d'Ani par Alp Arslan, sultan seldjoukide, Kiourikê doit se soumettre au conquérant et lui donne en mariage sa fille. En 1069, peu avant sa mort, il est reçu avec faste à la cour de Malik Shah, le nouveau sultan, mais les Turcs contrôlent alors la plus grande partie du Lorri.
Il a deux fils, David II et Abas Ier. Ces derniers ne peuvent empêcher les Turcs de piller Loré et les monastères de Haghpat et Sanahin en 1105, et abandonnent leurs domaines vers 1113 en se réfugiant dans les forteresses de Matznaberd et Tavush, dans les montagnes du nord. Selon une inscription à Haghpat, leurs derniers descendants disparaissent en 1249.